# Bouti Sayah
Bouti Sayeh là một đô thị thuộc tỉnh Msila, phía Bắc Algérie với diện tích khoảng 716 km². Dân số thời điểm năm 2008 là 9 042 người.